# Grotteria
Grotteria es un municipio sito en el territorio de la provincia de Reggio Calabria, en Calabria (Italia).

## Geografía física
Grotteria es una ciudad situada en el Valle del Torbido, en la región de Locride. Forma parte de los territorios de la vertiente jónica y es el 30º municipio por superficie en la provincia de Reggio Calabria.

## Características geológicas
El territorio de Grotteria se desarrolla sobre un complejo de caliza evaporítica de color blanco-amarillento, a veces arenosa, con capas delgadas de limos y arcillas limosas. Este sustrato geológico presenta una resistencia moderada a la erosión y una permeabilidad media.
En las áreas circundantes se encuentran depósitos de arenas gruesas, de color variable entre marrón claro y blanquecino, caracterizadas por una buena compactación e intercalaciones arenosas. Estos depósitos muestran una resistencia moderada a la erosión y una elevada permeabilidad, influyendo en las características hidrogeológicas del territorio.

## Orígenes del nombre
Fundada en una zona habitada desde el siglo VIII a. C., según los hallazgos arqueológicos encontrados en los alrededores, algunos la identifican con el antiguo Castrum Minervae. El topónimo, que en documentos del siglo XIII redactados en griego aparece en las formas Agriotèra, Agriotèras y Agriotèrou, en el siglo XIV está atestiguado como Grutteriae, Agrettarie y Gruttarie. Podría derivar de una combinación de las palabras griegas àgrios, 'salvaje', y tèra, 'caza', o bien de un derivado del griego krupterìa, 'lugar escondido, escondite'. Sin embargo, no falta quien relacione el nombre del centro con el latín CRYPTA AUREA, 'cueva dorada', en referencia a las minas de oro que se encontraban en sus cercanías.

## Historia
Los orígenes de Grotteria son inciertos. Parece que fue fundada antes del siglo XI a. C. por el griego Idomeneo, quien construyó en ese lugar un templo dedicado a la diosa Minerva. Por esta razón, la localidad fue llamada Eruma Atenaies (Castillo de Minerva). Posteriormente, fue ocupada por los locrios, quienes la renombraron Athenaeon, posiblemente debido a la presencia de edificios donde se enseñaban ciencias y artes. Cuando el emperador romano Augusto ocupó muchos lugares de Calabria, incluida Grotteria, el nombre de la ciudad fue nuevamente cambiado a Crypta-Aurea (Cueva de Oro). En la zona circundante al núcleo urbano existía una mina de la que se extraían minerales, incluidos oro y plata.
En el siglo X d. C., los sarracenos invadieron las costas calabresas, obligando a las poblaciones a trasladarse hacia zonas más interiores. Los habitantes de Grotteria también abandonaron sus viviendas y se trasladaron a la cima de una colina para intentar defenderse de los ataques marítimos. Al mismo tiempo, Calabria quedó bajo dominio bizantino, y Grotteria sufrió una fuerte influencia de Constantinopla. Costumbres, tradiciones, ritos religiosos y denominaciones se adaptaron a las tradiciones de los invasores. Incluso el nombre del arroyo Zarapotamo, que fluye cerca del pueblo, deriva del griego y significa "río seco". Sin embargo, pocos años después, los normandos se establecieron en la región, y Grotteria fue incluida en el condado de Roger de Altavilla, con jurisdicción sobre los territorios entre Squillace y Reggio Calabria.
A principios del siglo XII, el pueblo se convirtió en una señoría independiente, adquiriendo una notable importancia. Sin embargo, este período de prosperidad duró poco, ya que en 1160 y 1184 dos violentos terremotos golpearon Grotteria, causando daños y víctimas. Con la llegada de los Hohenstaufen en el siglo XIII, el pueblo experimentó un renacimiento, y hacia 1458 Grotteria se convirtió en la capital de un importante condado, con 32 aldeas bajo su jurisdicción, incluidos Martone, Mammola, Siderno, Gioiosa Jonica y San Giovanni. Alcanzó su máximo esplendor en 1507, cuando su jurisdicción llegó a su mayor extensión. Durante este período se extendió el uso del idioma vulgar, y el pueblo pasó a llamarse Grottarea, luego Grottaria y finalmente Grotteria.
Tras los daños provocados por el terremoto de 1783, se consideró trasladar el centro histórico a otra ubicación, pero se optó por reconstruirlo en su lugar original. Entre los siglos XIII y XVIII, muchas dinastías feudales gobernaron Grotteria, como los Piscicelli, los Caracciolo, los De Luna, los D'Aragona de Ayerbe y los Carafa. Estos últimos mantuvieron el dominio durante un largo período, en dos fases distintas, hasta 1806.
En 1806, José Bonaparte, hermano de Napoleón, fue proclamado rey de Nápoles. Con la nueva reorganización administrativa que siguió, Grotteria se convirtió en un distrito con jurisdicción sobre los territorios de Mammola, Gioiosa Jonica, Martone y San Giovanni. Sin embargo, la ciudad volvió a ser devastada. El 13 de noviembre de 1855, un violento temporal destruyó las viviendas e inundó los campos, dejando a muchas familias en la miseria.

## Monumentos y lugares de interés

### Arquitecturas religiosas
La religiosidad de los habitantes de Grotteria se refleja en el hecho de que, a lo largo de su historia, Grotteria llegó a contar con hasta 23 lugares de culto. Hoy en día, permanecen en pie: la iglesia de San Giorgio Martire (conocida como San Domenico), la iglesia de San Nicola, el santuario del Santísimo Crucifijo, la iglesia parroquial Santa Maria Assunta (conocida como la Matriz o Cattolica dei Greci), la Capilla de la Concepción, la pequeña iglesia de San Antonio y una iglesia de construcción reciente.
Muchas otras ya no existen, entre ellas: la iglesia del Carmine, la iglesia de San Giorgio, la iglesia de Valverde, la iglesia del Soccorso, la iglesia de la Trinidad, la capilla de San Onofrio, la iglesia de la Santísima Anunciación, la iglesia conocida como el Oratorio, y la pequeña iglesia o capilla de Bofia, llamada Madonna della Scala.

#### Iglesia de San Giorgio Martire (Conocida como San Domenico)
Fue construida en el siglo XI y destruida por el terremoto de 1793. Reconstruida posteriormente, volvió a sufrir daños por el sismo del 7 de marzo de 1928 y fue restaurada dos años después. La fachada presenta un portal de piedra con decoraciones florales, flanqueado por cuatro falsas columnas corintias (dos a cada lado). El interior tiene una única nave.
El altar, de mármoles policromados, está coronado por la estatua de la Virgen de Pompeya junto a Santa Catalina de Siena y San Domenico. Además, en la iglesia se conservan una pila bautismal de mármol con cubierta de madera y una antigua estatua de Santa Filomena, donada a la parroquia por la familia Tavernese.

#### Sant'Antonio
Fue fundada en 1640 por el abogado Antonio De Maggio. Posteriormente se convirtió en una capilla privada de la familia Macedonio. En la fachada se encuentra una entrada coronada por un frontón semicircular con un escudo, y encima de este, una ventana.
En el interior hay un retablo de mampostería que alberga la estatua de San Antonio de Padua. También se conserva en la capilla la estatua de San Vicente Ferrer, del siglo XVIII.

#### Santuario del Santísimo Crucifijo
Fue construido, con un diseño más amplio y en estilo moderno, sobre una pequeña iglesia preexistente que databa del siglo XVI. Este pequeño edificio sufrió numerosos daños debido al terremoto de 1783 y fue completamente destruido por el de 1908.
La fachada presenta un portal de mampostería con dos nichos laterales. En el interior, de una sola nave, se conserva el Santísimo Crucifijo, una obra que probablemente data del siglo XVII y atribuida a un fraile capuchino. Los habitantes de Grotteria le atribuyen un milagro: en febrero de 1745, una terrible tormenta azotó la zona causando daños y víctimas. Los fieles llevaron el Crucifijo en procesión, y de repente la lluvia cesó. Desde entonces, el Santísimo Crucifijo se convirtió en el patrón de Grotteria, reemplazando a San Gaudioso.
Además, en el santuario se conservan la estatua de la Virgen Dolorosa, la de la Virgen de Valverde, una estatua de madera del Sagrado Corazón de Jesús, y un féretro policromado de madera que contiene al Cristo muerto descendido de la cruz, adornado con todos los símbolos de madera de la Pasión.

#### Cattolica dei Greci - Parroquia Santa Maria Assunta (Matrice)
Una de las más importantes e imponentes de la diócesis de Locri-Gerace, inmediatamente después de la basílica menor de Gerace. Fue erigida probablemente a finales del siglo X con el nombre de María Santísima Asunta de la Cattolica de los Griegos. Destruida por el terremoto de 1783, fue reconstruida y reabierta al culto el 12 de noviembre de 1926. La fachada presenta un portal en mampostería coronado por un tímpano roto y una ventana rectangular (también con tímpano). Más arriba, un rosetón ciego. A ambos lados de la entrada, a la que se accede a través de una escalinata, hay dos ventanas. Sobre la iglesia se alza el campanario con reloj.
El interior es de tres naves. Sobre el altar en mármoles policromados, se encuentra un lienzo que representa el Crucificado. Las paredes y la cúpula del ábside están completamente decoradas con frescos, y también hay algunas grandes telas de notable mérito: “Cruzifixión entre Santos” (obra del siglo XVII en la manera de Ribeira), “San Francisco con la Asunta” (también obra del siglo XVII de Fabrizio Santafede, de la escuela de Andrea da Salerno), proveniente del convento de los Capuchinos, que se encontraba en el área hoy ocupada por la iglesia del Crucifijo, “Madonna de las Gracias con Ángeles y Santos y un Jovencito con vestimenta noble” (pintura al óleo de Escuela Napolitana, con la inscripción "Janaurius Sernelli A.D. 1720"). A lo largo de las naves hay dos altares con las estatuas de la Virgen Inmaculada y San José. En la iglesia también se conservan las estatuas de la Madonna del Rosario, Madonna de las gracias, Santa Lucía, San Juan Apóstol, Santo Antonio, Cristo Resucitado (proveniente de la antigua iglesia que se encontraba junto a la plaza del toque, actual teatro), San Francisco de Paola con reliquia, Santo Antonio Abad (esta última obra del pintor y escultor local, Giuseppe Cavaleri).

#### San Nicola de' Francò
La iglesia de San Nicola di Bari recibe el nombre de Francò del apellido de una fiel que inició los trabajos de construcción del edificio (siglo XV). La fachada presenta un portal de piedra coronado por una ventana. Más arriba, una estructura en mampostería con campanas. En el interior, de nave única, hay un altar en mármoles policromados sobre el cual se ha colocado un lienzo que representa a la Madonna con el Niño junto a San Nicola y San Domenico. En la iglesia también se conserva una estatua de San Nicola.

#### Capilla de la Concepción
La capilla, ubicada en las catacumbas de la iglesia matriz, fue arreglada entre los siglos XIII y XIV. De la estructura original aún se conserva una parte del pavimento y el esqueleto de algunos escalones que conectaban con la matriz. Los trabajos de recuperación de las catacumbas y de ampliación de la capilla fueron interrumpidos por el riesgo de derrumbe. En su interior se conserva una antigua estatua de mármol que representa a la Madonna de la Concepción con el Niño (siglo IV d. C.).

#### San Nicola de Protonotaris en la contrada Pirgo
Construida en 1963 para mejor atender a las distintas fracciones más allá del Torbido, tras el traslado de la Parroquia desde la Iglesia de Santo Stefano Papa (en la contrada homónima) a la de Pirgo. Después de esta Iglesia, se construyó otra junto a ella, que hoy en día es la sede de la Parroquia.

#### Santuario de la Madonna delle Grazie en la contrada Farri
El santuario fue construido, probablemente, alrededor del año 1400, dependiente del Monasterio de Santa Bárbara de Mammola y posteriormente de la Matrice de Grotteria. Fue reconstruido varias veces, debido a las inundaciones del río Torbido. El 27 de julio de 1997, la Madonna delle Grazie de Farri fue proclamada Reina y protectora del Valle del Torbido y se celebra el último domingo de julio.

#### Santo Stefano Papa y Mártir
La estructura original es del siglo XI, ampliada entre los siglos XVII y XIX y dependiente desde el siglo XVII de la Matrice de Grotteria. La Iglesia fue fundada por monjes de Serra San Bruno y, desde 1912 hasta 1963, fue la sede de la Parroquia de San Nicola de Protonotaris. Santo Stefano Papa y Mártir se celebra el 2 de agosto.

### Arquitecturas civiles
Al recorrer las calles del pueblo, se pueden admirar diferentes portales que adornan las fachadas de los principales palacios, testimonio de la historia del lugar, y elemento distintivo y de prestigio de las familias nobles locales. Generalmente, los bloques que componen los portales son de granito, y el escudo de armas está insertado en la clave de bóveda, con el año de construcción grabado debajo. De su historia se ocupa ampliamente la "Cronaca di Grotteria"

#### Palacio Macedonio
Contiguo a la Capilla de San Domenico, antigua capilla gentilicia de los propietarios, el edificio, residencia de los duques Macedonio, tiene un portal de piedra labrada. Interesante el interior, con arcos y columnas de piedra. Aquí, en una amplia nicho, se suele montar el establo del tradicional belén viviente que se celebra en Grotteria.

#### Palacio Palermo
Se encuentra en la antigua Piazza di San Domenico, hoy llamada en honor al patriota Nicola Palermo de la familia de los fundadores, los barones Palermo di Santa Margherita.

#### Palacio Arena
Fundado en el siglo XVI por la noble familia de Arena (hoy extinta), se encuentra en la Via Vittorio Emanuele III y, a pesar de encontrarse en un estado de extremo deterioro, aún conserva el portal monumental más hermoso de los palacios nobles del pueblo, cuya construcción data de 1773.

#### Palacio Lupis-de Luna d'Aragona
Fundado por la antigua familia feudal de los de Luna d'Aragona en el siglo XVI y, por alianzas matrimoniales, pasó a los Manso y en el siglo XVII a los Lupis-Macedonio, se encuentra en la antigua Piazza del Tocco. Entre los elementos artísticos de relevancia, el portal monumental, obra del siglo XVII de la escuela escultórica de Serra San Bruno, y la biblioteca que alberga más de 7,000 volúmenes y diversas colecciones de arte, bustos y retratos, entre otros, del escultor local Giuseppe Cavaleri.

#### Villa Falletti
Potente construcción edificada por la familia Falletti en el siglo XVII, en la localidad de Bombaconi. De dos niveles, conserva un hermoso portal de piedra.

### Arquitecturas militares

#### Castillo
El castillo de Grotteria, situado en el peñasco de Santa Margarita a unos 420 metros sobre el nivel del mar, fue probablemente erigido por los normandos entre los siglos XI y XII sobre los restos de una estructura anterior, posiblemente bizantina, utilizada como “Phourion” para el control del estrecho. A pesar de su función original como fortaleza, con saeteras para el control y la defensa, el castillo ha sufrido diversas transformaciones a lo largo de los siglos, pasando de ser una residencia fortificada a prisión, hasta su definitivo abandono.
Entre los años 1400 y 1500, el castillo vivió su período de máximo esplendor, pero los frecuentes terremotos y las reformas necesarias redujeron progresivamente su integridad. El último gran evento de destrucción ocurrió en 1783, cuando un terremoto devastó el sur de Calabria, comprometiendo gravemente la estructura. Ya reducido a ruinas en el siglo XIX, el castillo fue definitivamente abandonado, dejando solo las murallas perimetrales, restos de torres, un aljibe y vestigios de un portal de granito, semi destruido en 1985.
El castillo se extiende sobre una amplia área y presenta una típica arquitectura de recinto, con torres angulares: una circular al norte y una semicircular más al sur, mientras que el torreón central, de forma circular, dominaba el acceso a la fortificación. La estructura, que en su época estaba fortificada con un puente levadizo, también albergaba un aljibe para la recogida de agua. La entrada principal, protegida por un baluarte, estaba originalmente vigilada por almenas, hoy tapiadas. Su ubicación estratégica permitía monitorear todo el valle, funcionando como punto de vigilancia y defensa contra las invasiones, en particular las provenientes del norte.
A lo largo de los siglos, el castillo pasó por diversas manos nobles: los Caracciolo en el siglo XIV, los Correale en el XV, los Carafa en el XVI, hasta los Aragón en el siglo XVII. Durante esta época, el castillo también se utilizó como prisión, otro testimonio del declive que caracterizó su existencia. Tras el terremoto de 1783, el castillo perdió definitivamente su función defensiva y se convirtió en una ruina.

### Yacimientos arqueológicos

#### Necrópolis arcaica
Es el complejo funerario más importante descubierto hasta ahora (siglos XI-VI a. C.), en el cual se han encontrado muchos ajuares funerarios, consistentes en cerámicas grafiadas y grabadas, de producción local.

#### Necrópolis griegas
Complejo funerario de la época clásica compuesto por tumbas del tipo de techo a capuchina, de rito de "enterramiento". Segundo complejo formado por sepulcros de tipo capuchina, de rito de "inhumación" con ajuares funerarios que incluyen cerámicas figuradas. Tercer complejo de construcciones murarias, de las cuales permanecen pocos restos de los cimientos.

#### Necrópolis romana
Compuesta por sepulcros de tipo capuchina, cerca de los cuales se supone la existencia de restos de una "villa rústica" latina.
Se han encontrado hallazgos arqueológicos en las localidades de Santo Stefano, Bombaconi, Pirgo, Zinnì, Farri, Agliola, Ricciardo, Marcinà, Seggio y Cambruso.

#### Portanova de Agropteria
Un promontorio en la localidad de San Paolo alberga los restos de una estructura que, en la época medieval, habría constituido un puesto de control de los tránsitos entre el lado jónico y el tirrénico.

## Demografía
| Gráfica de evolución demográfica de Grotteria entre 1861 y 2001 |
|                                                                 |
| Fuente ISTAT - elaboración gráfica a cargo de Wikipedia         |

## Fiestas y tradiciones

### Triduo Pascual
Durante el Triduo Pascual, Grotteria participa vivamente en la pasión de Cristo, realizando ayunos, vigilias nocturnas y siguiendo la santa cruz en la que Jesús dio la vida por nosotros, contemplando también los dolores de la madre, hasta llegar al domingo de la alegría eterna.

#### Jueves Santo
Al finalizar la celebración de la Santa Misa in Coena Domini, todas las iglesias de la localidad permanecen abiertas con las luces apagadas, adornadas con velas y plantas hechas con legumbres. Las iglesias permanecen abiertas toda la noche para adorar al Santísimo Sacramento hasta la celebración del Viernes Santo.
Comienza el silencio.

#### Viernes Santo
En la primera parte de la tarde se celebra la "Pasión del Señor".
Al terminar, el silencio vuelve a reinar.
Por la noche, se lleva a cabo el Vía Crucis por todas las calles de la localidad, con el ataúd de vidrio del Cristo Muerto llevado "por promesa" por las mujeres, la Santa Madre Dolorosa, la gran cruz de la muerte cargada sobre el hombro de quien desea pedir gracia, faroles y cruces iluminadas llevadas por los jóvenes del lugar. A lo largo del recorrido, se hacen 14 paradas, cada una ubicada donde hay o hubo antiguamente una iglesia, hasta llegar a la iglesia matriz, para luego continuar al día siguiente por la mañana.
El silencio persiste.

#### Sábado Santo
Por la mañana temprano, desde la iglesia matriz comienza la Via Matris, donde se contemplan los 7 dolores de la Virgen María. Al llegar al calvario del pueblo, el párroco ofrece una homilía, y al finalizar, se regresa al santuario.
El silencio vuelve a reinar hasta la celebración de la resurrección de Cristo a la medianoche.

#### Domingo de Pascua
Por la tarde, después de la misa, se lleva a cabo una emotiva representación de la Pasión de Cristo, durante la cual se cargan sobre los hombros las estatuas de la Virgen Dolorosa, San Juan y Cristo Resucitado. San Juan corre hacia la Virgen para anunciarle que su Hijo ha resucitado. Al principio, ella no lo cree, pero luego decide seguir al apóstol.
Recorriendo las calles del centro histórico, las estatuas de Jesús y la Virgen se encuentran en la plaza San Domenico, y, de repente, se retira el velo negro que cubre la cabeza de la Virgen para sustituirlo por un manto azul.

#### Fiesta Patronal en honor del Santísimo Crucifijo
Un momento crucial durante el año es la fiesta patronal, que se celebra cada año el segundo domingo de septiembre. La fiesta comienza con una novena que culmina en el día principal, cuando fieles de toda Italia acuden a venerar el Crucifijo. También son muy concurridas las tradicionales procesiones, acompañadas por el alegre sonido de la banda.
Durante los días de la fiesta, las calles de la ciudad se decoran con iluminaciones, se organizan conciertos y espectáculos pirotécnicos, el baile de los gigantes al ritmo de los "tamborileros" y el tradicional caballito de fuego.
Otra festividad muy significativa en honor del Santísimo Crucifijo se celebra cada año el 16 de noviembre.

#### Pesebre Viviente
Grotteria, a través del Pesebre Viviente, busca reafirmar sus tradiciones religiosas, culturales e históricas, mostrando que la Navidad es, ante todo, el día del nacimiento de Jesucristo. Esta manifestación se repite cada año, el 26 de diciembre.

#### Santo Esteban Papa
Los días 1 y 2 de agosto, las aldeas más allá del Torrente de Grotteria celebran a Santo Esteban Papa y Mártir, cuya iglesia se encuentra en la aldea homónima.

#### Madonna de las Gracias
El último domingo de julio, las localidades de Farri y las áreas vecinas celebran a la Madonna de las Gracias de Farri, protectora del Valle del Torbido y venerada en su santuario homónimo.

## Economía
El clima había favorecido en el pasado la economía agrícola, basada principalmente en la producción de trigo, olivas, uvas, tomates, y acompañada por la cría de ovejas y cabras, así como por la industria de la seda, que hoy está prácticamente desaparecida.
De la intensa actividad artesanal local de antaño (entre otras cosas, cabe recordar la floreciente producción de pipas), hoy queda solo una pequeñísima huella: sastres, carpinteros, zapateros, herreros, barberos, que antes contaban con auténticas escuelas, hoy se pueden contar con los dedos de una mano.
Todo esto ha sido causado por la masiva emigración iniciada en los años 50, que sigue ocurriendo de manera imparable, y que ha vaciado casi por completo el pueblo (los habitantes actuales son aproximadamente 3600 frente a los 9242 registrados en el censo de 1951), un fenómeno común a todos los pueblos del interior de Calabria.